# یاسوهیرو یوشیدا
یاسوهیرو یوشیدا (انگلیسی: Yasuhiro Yoshida؛ زادهٔ ۱۴ ژوئیهٔ ۱۹۶۹) بازیکن فوتبال اهل ژاپن است.
از باشگاه‌هایی که در آن بازی کرده‌است می‌توان به باشگاه فوتبال سانفریس هیروشیما، باشگاه فوتبال کاشیما آنتلرز، و باشگاه فوتبال شیمیزو اس-پالس اشاره کرد.